# Louisbourg-Expedition
Europäischer Kriegsschauplatz:
Pirna* – Lobositz* – Prag* – Kolin* – Hastenbeck** – Groß-Jägersdorf* – Moys* – Hastenbeck* – Roßbach* – Breslau* – Leuthen* – Rheinberg** – Krefeld** – Domstadtl* – Olmütz* – Mehr** – Zorndorf* – Saint-Cast – Hochkirch* – Bergen** – Kay* – Minden** – Kunersdorf* – Lagos*** – Hoyerswerda* – Bucht von Quiberon*** – Maxen* – Koßdorf* – Landeshut* – Emsdorf** – Warburg** – Liegnitz* – Berlin* – Kloster Kampen** – Torgau* – Döbeln* – Vellinghausen** – Ölper** – Burkersdorf* – Reichenbach* – Freiberg*
(* Dritter Schlesischer Krieg, ** westlicher Kriegsschauplatz – Großbritannien/Kur-Hannover u. a. Alliierte gegen Frankreich, *** Seeschlacht)
Amerikanischer Kriegsschauplatz:
Siebenjähriger Krieg in Nordamerika und der Karibik
Monongahela – Lake George – Carillon – La Belle Famille – Québec – Beauport – Abraham-Ebene – Sainte-Foy – Restigouche – Tacky’s Rebellion – Belagerung von Havanna – Pontiac-Aufstand
Asiatischer Kriegsschauplatz:
Dritter Karnatischer Krieg
Kalkutta – Chandannagar – Plassey – Cuddalore – Negapatam – Condore – Madras – Masulipatam – Pondicherry I – Chinsurah – Wandiwash – Pondicherry II – Manila – Palaris-Aufstand
Die Louisbourg-Expedition war ein gescheiterter britischer Versuch, die Festung Louisbourg auf der Île Royale (heute: Kap-Breton-Insel) während des Siebenjährigen Krieges in Nordamerika zu erobern. Es handelte sich um einen französischen Verteidigungserfolg, da es der französischen Marine mit einem umfangreichen Aufgebot an Einheiten gelang, die Royal Navy 1757 davon abzuhalten, den Ort anzugreifen. Am Ende des Feldzugs zerstreute ein heftiger Sturm das britische Geschwader und eine Typhusepidemie dezimierte das französische Geschwader.

## Die französische und die britische Expedition

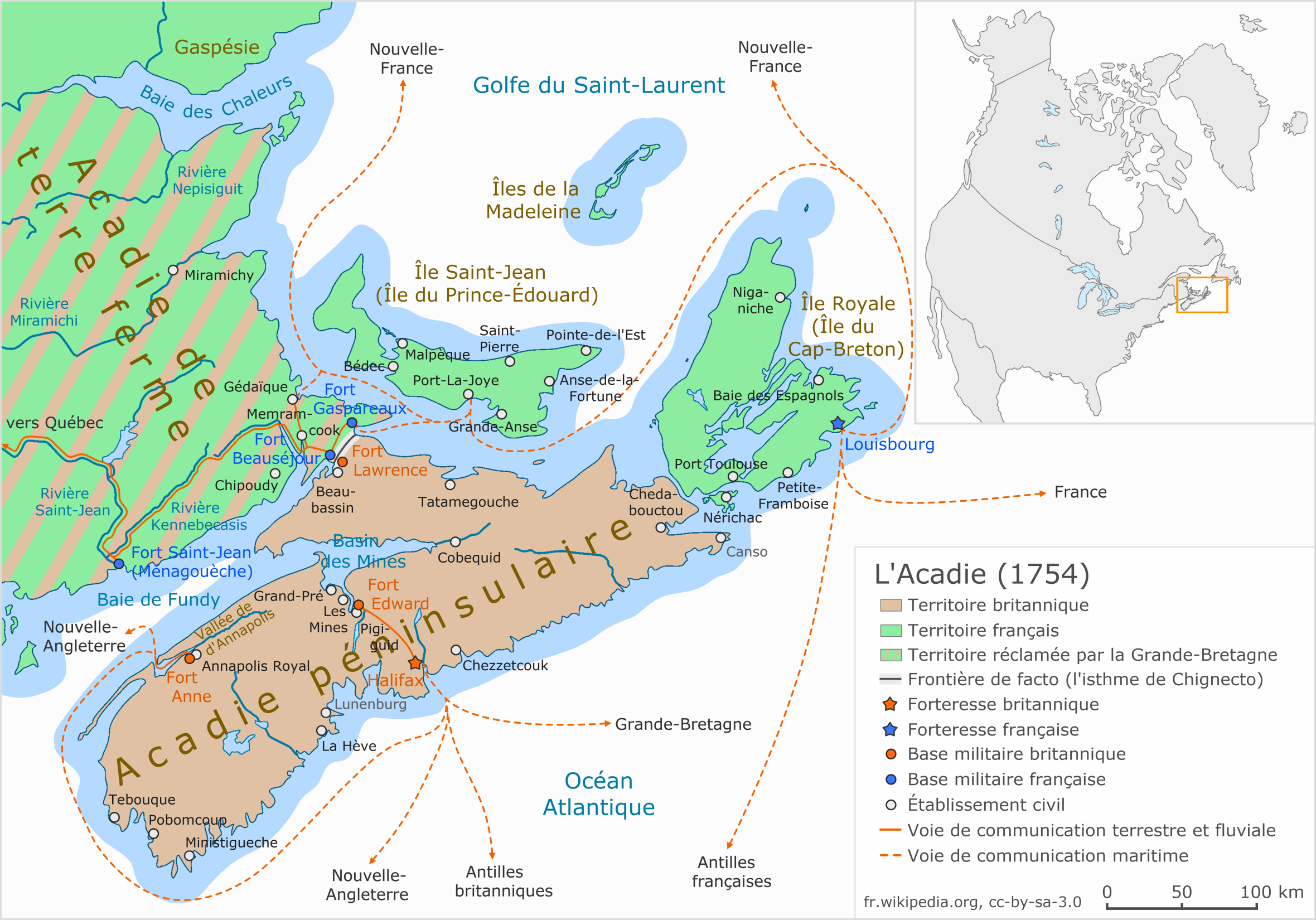
Karte der Region mit Nova Scotia und Halifax im Südwesten und Ile Royale mit Louisbourg im Norden.

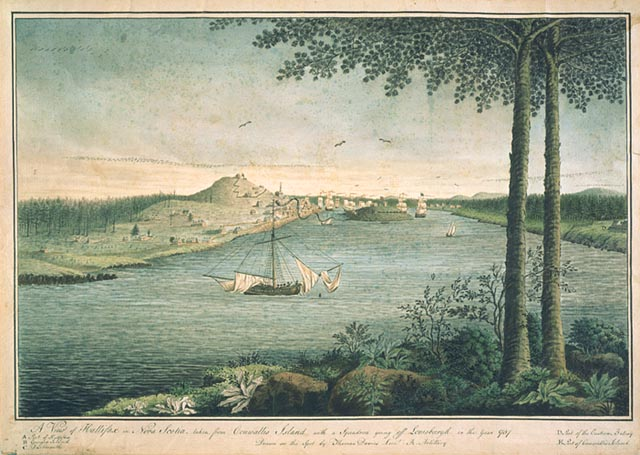
Die britische Flotte versammelte sich 1757 in Halifax zum Angriff auf Louisbourg.

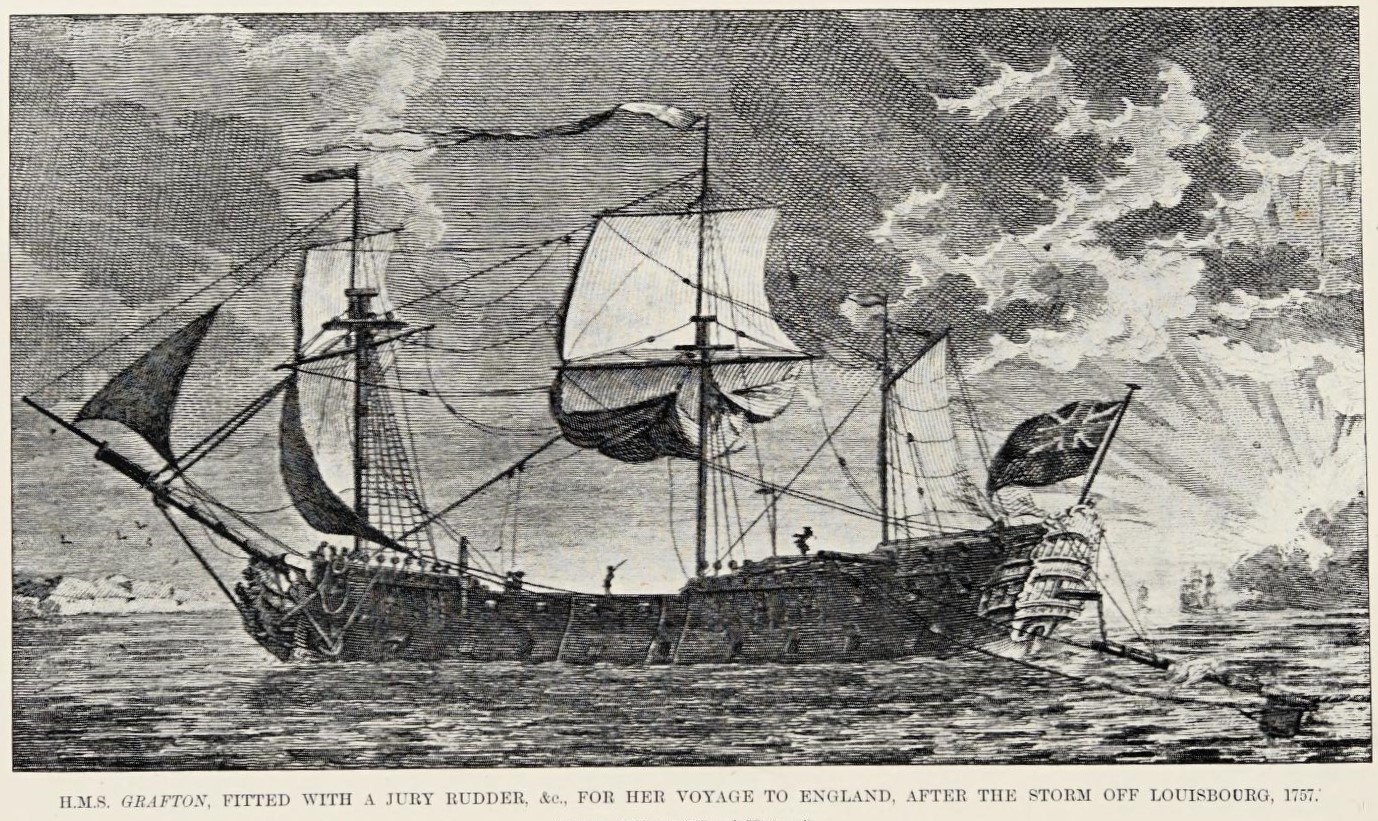
Eines der britischen Schiffe, die HMS Grafton, das bei dem Sturm vom 24. September beschädigt wurde.

In den Jahren 1755 und 1756 gelang es der französischen Flotte trotz einiger Abfangversuche der Briten, so etwa am 8. Juni 1755, Verstärkungen nach Louisbourg und Quebec zu entsenden. Zu Beginn des Jahres 1757 wurde der Feldzug unter den gleichen Voraussetzungen wieder aufgenommen: die Versorgung und der Erhalt von Französisch-Kanada war Priorität für Versailles, während die Eroberung und damit – wenn möglich – die vollständige Zerstörung des französischen Kolonialreichs in Nordamerika, Primärziel für London war. Louisbourg stellte zur Verteidigung Kanadas den Schlüssel dar und war damit zum wiederholten Mal der Ort, auf den sich die Marinestreitkräfte und deren Aktivitäten beider Kontrahenten konzentrierten.
In Frankreich war man sich der britischen Vorbereitungen zur Landung auf der Île Royale bewusst und beschloss, dort eine umfangreiche Verteidigungsgarnison aufzubauen, indem drei Marinedivisionen dorthin entsandt wurden.
Die erste verließ Brest am 30. Januar unter dem Kommando von Chef d’escadre Joseph de Bauffremont. Er verfügte über fünf Linienschiffe und eine Fregatte. Auftragsgemäß sollte der Verband die Antillen durchqueren, um zunächst Saint-Domingue mit Nachschub zu versorgen, und dann weiter nach Nordamerika laufen. In der Nähe von Saint-Domingue gelang dem Verband die Eroberung des britischen Freibeuterschiffes Greenwich mit 50 Kanonen. Beaufremont kam am 23. Mai in Louisbourg an.
Der zweite Konvoi startete von Toulon am 18. März. Er bestand aus vier Linienschiffen und zwei Fregatten unter dem Kommando von Kapitän Joseph-François de Noble du Revest. Obwohl ein britisches Geschwader unter Saunders die Straße von Gibraltar bewachte, gelang es nach einem nur kurzen Schusswechsel ohne Schäden auf beiden Seiten, das Mittelmeer zu verlassen, den Atlantik zu überqueren und am 15. Juni in Louisbourg einzutreffen. Der dritte Konvoi lief erneut von Brest aus, und zwar am 3. Mai. Es verfügte über neun Linienschiffe und zwei Fregatten und stand unter dem Kommando von Lieutenant-général Dubois de La Motte. Es kam ohne Schwierigkeiten am 19. Juni an. Dubois de La Motte übernahm daraufhin das Oberkommando. Insgesamt verfügte er über achtzehn Linienschiffe und fünf Fregatten, um den Hafen und die Festung von Louisbourg zu verteidigen. Er übernahm zwei Schiffe, die zur Versorgung Quebecs geschickt wurden und dann eigentlich direkt nach Frankreich zurückkehren sollten. Dubois de La Motte arbeitete dann an der Verbesserung der Befestigungsanlagen von Louisbourg.
Auf britischer Seite plante Lord Loudon, der Generalgouverneur von Virginia, den Angriff auf die Festung. Seine Streitkräfte waren nur etwa eine Tagesreise von der Île Royale  entfernt und in Halifax auf Nova Scotia konzentriert. Im Juni traf auf Befehl von Konteradmiral Hardy ein Truppentransport mit 5300 Mann aus England ein, eskortiert von zwei Linienschiffen und vier Korvetten. Im folgenden Monat ging Vizeadmiral Holburne mit vierzehn Linienschiffen und elf weiteren Kriegsschiffen vor Anker. Im August traf ein fünfzehntes Schiff ein. Bis zum 19. August lief dieses Geschwader nach Louisbourg und ankerte dort. Hardy und Holburne entdeckten dann das Ausmaß des französischen Verteidigungssystems. Dubois de La Motte hatte an verschiedenen Stellen im Hafen Batterien errichtet und stellte zehn Linienschiffe in einem Halbkreis vor dem Hafeneingang auf. Die Briten hatten eine solch mächtige Machtdemonstration und Verteidigung durch die französische Marine nicht erwartet und wagten es nicht, einen Landungsversuch auf der Insel zu unternehmen. Sie begnügten sich mit einem kurzen Schusswechsel, bevor sie nach Halifax zurückkehrten. Die strikten Befehle der Admiralität zwangen die britischen Anführer in der Folge allerdings, mit einer Verstärkung von vier weiteren Linienschiffen nochmals vor Louisbourg aufzulaufen. Allerdings unternehmen die Briten keinen weiteren Angriffsversuch. Ein Deserteur hatte die Briten zusätzlich über die Stärke des französischen Aufgebots informiert und Lord Loudon davon überzeugt, auf den Angriff zu verzichten.

## Sturm und Epidemie
Am 24. September wurde die Region von einem Sturm heimgesucht, der das britische Geschwader, das noch ungeschützt vor der Kap-Breton-Insel lag, schwer traf. Der starke Ost-Südost-Wind trieb ein 58-Kanonen-Linienschiff an Land. Das Schiff lief auf Grund und ging mit 200 Toten unter der Besatzung verloren. Eine mit 14 Kanonen bewaffnete Sloop ging ebenso verloren. Acht Schiffe verloren ihre komplette Takelage und vier weitere erlitten schwere Mastschäden. Auch das französische Geschwader war betroffen, weil der Wind direkt in den Hafen von Louisbourg hineinwehte. Bei mehreren Schiffe rissen die Taue. Weitere Schiffe liefen auf Grund oder stießen zusammen. Ein 80-Kanonen-Linienschiff und eine Fregatte prallten auf Felsen und mussten kurz darauf abgesenkt werden, um den Rumpf zu überprüfen.
Die Schäden sind jedoch im Vergleich zu denen des britischen Geschwaders minimal. Für ein paar Tage hatte Dubois de La Motte somit die einmalige Gelegenheit, anzugreifen und die Dutzenden beschädigten britischen Schiffe zu kapern oder zu zerstören. Doch der zu diesem Zeitpunkt bereits 74 Jahre alte Anführer, der einst Duguay-Trouins Mitstreiter bei der Einnahme von Rio de Janeiro gewesen war, verpasste seine Chance. Seine Befehle lauten, den Ort verteidigen und nicht zu versuchen, zu kämpfen und der Gesundheitszustand seiner Besatzungen war zunehmend besorgniserregend.
Für die Briten ist der Feldzug damit beendet. Vizeadmiral Holburne schickte zusammen mit Konteradmiral Hardy die am stärksten beschädigten Schiffe nach England zurück. Er selbst kehrte am 5. Oktober nach Halifax zurück und segelte dann schnell weiter nach Europa. Nur eine Division verbleibt unter dem Befehl von Kapitän Melville in der Region. Dubois de La Motte, der nun zu Recht glaubte, dass Louisbourg nicht mehr in Gefahr sei, beschloss, ebenfalls zurückzukehren und stach am 30. Oktober in See. Die Rückkehr gestaltete sich als sehr schwierig. Am Abend des Aufbruchs zerstreute ein weiterer Sturm das Geschwader, das sich erst am 9. November neu formieren konnte. Das schlechte Wetter begleitete das Geschwader während der gesamten Reise.
Der Gesundheitszustand der Besatzungen verschlechterte sich weiterhin. Einige Wochen vor dem Abzug der Briten mussten die Vorräte bereits rationiert werden und Skorbut war aufgetreten. Der Zustand verschlimmerte sich noch dramatisch, als Typhus auftrat. Die Epidemie griff auf alle Schiffe über und wütete unter den Besatzungen während der gesamten Überfahrt. Bei der Ankunft in Brest am 23. November hatten drei Schiffe so viele Matrosen verloren, dass sie kaum noch im Hafen manövrieren konnten. Die Epidemie entwickelte sich auch für die Stadt und Umgebung zu einer Gesundheitskatastrophe, weil die 5.000 bis 6.000 ankommenden Typhus-Kranken die Stadt und ihre Umgebung kontaminierten und weitere etwa 10.000 Todesfälle verursachten. Es gab auch einige militärische Verluste. Während die Franzosen am 20. November ein britisches Schiff mit 70 Kanonen, auf das sie unterwegs trafen, entkommen ließen, wurden zwei ihrer fünf Fregatten gekapert.

## Bewertung und Folgen
Dieser Feldzug, bei dem die beiden Marinen ungefähr gleichwertige Ressourcen mobilisierten, brachte keinem der Kontrahenten einen wirklichen Vorteil und endete somit unentschieden. Allerdings war die französische Marine der britischen insgesamt etwa um den Faktor eins zu zwei unterlegen. 60 französische Linienschiffe und 30 Fregatten standen 120 Linienschiffen und 75 Fregatten der Royal Navy gegenüber. Trotzdem war es mit dem britischen Misserfolg auch im dritten Jahr des Krieges gelungen, das übrige Kanada vor britischen Zugriff zu schützen, selbst wenn die Sorge und Alarmbereitschaft vor einer britischen Invasion in Quebec und anderen Orten nach wie vor sehr hoch war. Dieser defensive Seeerfolg wurde durch einen offensiven Landerfolg ergänzt: Im Sommer hatte eine von Louis-Joseph de Montcalm angeführte Expedition die Briten aus dem oberen Hudson-Tal vertrieben, indem sie Fort William Henry eroberte.
Die Louisbourg-Expedition war die letzte große siegreiche Marineoperation der französischen Marine in diesem Krieg.
Im Folgejahr 1758 erlaubte die Typhusepidemie, die Brest und seine Umgebung stark in Mitleidenschaft gezogen hatte, aufgrund des Mangels an Männern nur eine begrenzte Mobilisierung. Die britische Marine verfügte über weitaus bessere materielle und personelle Ressourcen und trat 1758 erneut zum Angriff an. Schließlich gelang es den Briten, Louisbourg zu erobern, was den Auftakt zum Fall Französisch-Kanadas in den Jahren 1759–1760 markierte.